# Дієго Фернандо Салазар
Дієго Фернандо Салазар  (ісп. Diego Fernando Salazar; нар. 3 жовтня 1980) — колумбійський важкоатлет, олімпійський медаліст.

## Виступи на Олімпіадах
| Олімпіада  | Дисципліна | Місце  |
| ---------- | ---------- | ------ |
| Афіни 2004 | до 62 кг   | участь |
| Пекін 2008 | до 62 кг   | 2      |